# Bydgoskie Towarzystwo Naukowe

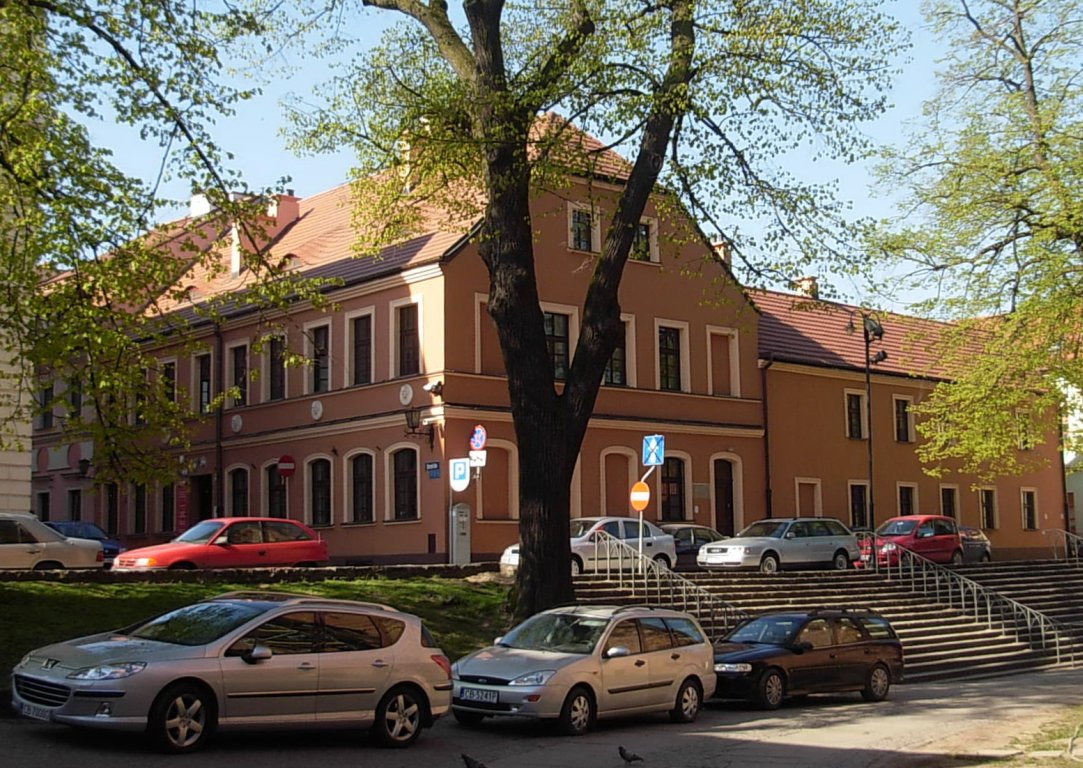
Kamienica ul. Jezuicka 2, w której do lat 90. XX w. znajdowały się jednostki BTN, m.in. biblioteka naukowa, sala odczytowa, pracownie oraz sala konferencyjna „Aula Lochovsciana”

Bydgoskie Towarzystwo Naukowe (BTN) (ang. Bydgoszcz Scientific Society, łac. Societas Scientaris Bydgostiensis) – założona w 1959 roku organizacja służąca rozwojowi nauki i kultury w Bydgoszczy, integrująca miejscowe środowisko naukowe oraz służąca rozwojowi badań na rzecz miasta i regionu bydgoskiego.

## Charakterystyka
Bydgoskie Towarzystwo Naukowe jest dobrowolnym, niezarobkowym, samorządnym stowarzyszeniem osób uprawiających działalność naukową. Towarzystwo pobudza, rozwija i kultywuje życie naukowe w Bydgoszczy. Celem Towarzystwa jest praca naukowa we wszystkich dziedzinach, a w szczególności inicjowanie, popieranie i rozwijanie badań naukowych wiążących się z Bydgoszczą i regionem kujawsko-pomorskim.
BTN należy do towarzystw typu regionalnego: zrzesza ono w większości osoby związane z regionem bydgoskim poprzez zamieszkanie i pracę na tym obszarze oraz przez zainteresowania naukowe związane z geografią jego działalności. Od początku swego istnienia stanowi jedną z najważniejszych form aktywności lokalnej społeczności uczonych. Jest jednym z trzech – obok Towarzystwa Naukowego w Toruniu i Włocławskiego Towarzystwa Naukowego – regionalnych stowarzyszeń naukowych na terenie województwa kujawsko-pomorskiego.

### Podstawowe zadania statutowe
- inicjowanie, popieranie i rozwijanie badań naukowych, w szczególności wiążących się w jakikolwiek sposób z Bydgoszczą i regionem kujawsko-pomorskim;
- pobudzanie i kultywowanie życia naukowego w Bydgoszczy;
- opracowywanie i upowszechnianie nowoczesnych metod naukowych;
- organizowanie odczytów, wykładów i konferencji, sesji, wystaw i pokazów popularyzujących naukę.

Towarzystwo opiera swoją działalność głównie na społecznej pracy członków i honorowym pełnieniu funkcji w jego władzach. Członkowie Towarzystwa dzielą się na członków czynnych, honorowych i wspierających.

## Historia
BTN wpisuje się w naukowe tradycje miasta Bydgoszczy sięgające czasów staropolskich. W tym okresie najważniejszym lokalnym środowiskiem przejawiającym ambicje umysłowe był bydgoski konwent bernardynów (1480–1829). Do czasów dzisiejszych zachowała się Biblioteka Bernardyna, zawierająca 1557 dzieł z XV–XVIII w., w tym 98 inkunabułów. Bernardyn Bartłomiej (1532), urodzony w Bydgoszczy i całe życie z tym miastem związany, był autorem pierwszego słownika łacińsko-polskiego, a burmistrz Wojciech Łochowski (1637) napisał „Kronikę Bydgoszczy” na wzór „Kroniki Królestwa Polskiego” Jana Długosza.
Rozwój gospodarczy i demograficzny Bydgoszczy w drugiej połowie XIX w. spowodował napływ do miasta inteligencji zawodowej narodowości niemieckiej. Przedstawiciele tego środowiska uczestniczyli w popularyzacji osiągnięć naukowych wśród społeczeństwa m.in. poprzez zawiązywanie organizacji: Towarzystwa Przyrodniczego (1865), Towarzystwa Sztuki (1878), Towarzystwa Historycznego Obwodu Nadnoteckiego (1880) i innych. W 1902 r. różnorodne organizacje kulturalne i naukowe zostały zrzeszone w Niemieckim Towarzystwie Sztuki i Wiedzy, które istniało do 1945 r., tj. usunięcia Niemców z Bydgoszczy jako konsekwencji II wojny światowej. Polscy mieszkańcy Bydgoszczy nie brali w zasadzie udziału w działalności niemieckich stowarzyszeń, manifestując w ten sposób swój sprzeciw wobec polityki germanizacyjnej. Alternatywą dla wielu z nich była współpraca z Poznańskim Towarzystwem Przyjaciół Nauk.
Odpowiedni klimat i podłoże do utworzenia w Bydgoszczy towarzystwa naukowego przyniosły placówki naukowo-kulturalne (Biblioteka Miejska, Muzeum Miejskie, Archiwum Wojewódzkie) oraz stowarzyszenia, powstałe w okresie międzywojennym w polskiej już Bydgoszczy: Polskie Towarzystwo Historyczne (od 1933), Naukowe Towarzystwo Lekarskie (od 1923), Bydgoskie Towarzystwo Muzyczne (od 1922), Stowarzyszenie Techników Polskich (od 1923), Towarzystwo Nauczycieli Szkół Średnich i Wyższych (od 1921), Towarzystwo Czytelni Ludowych, Uniwersytet Powszechny (od 1924), Towarzystwo Pomocy Naukowej (od 1934). W 1933 r. rozpoczęto wydawanie „Przeglądu Bydgoskiego”, który miał charakter regionalnego czasopisma naukowo-literackiego, koncentrującego się na publikacji opracowań dotyczących historii miasta i regionu. W 1934 r. powstała Rada Zrzeszeń Naukowych i Kulturalnych Ziemi Pomorskiej, która spełniała funkcję koordynacyjną dla różnorodnych zrzeszeń i towarzystw kulturalnych i naukowych oraz propagowała ideę utworzenia Uniwersytetu w Bydgoszczy.
Krótko po zakończeniu II wojny światowej, w 1945 r. członkowie przedwojennego Towarzystwa Przyjaciół Nauki i Sztuki im. Mikołaja Kopernika zgłosili ideę utworzenia Bydgoskiego Towarzystwa Naukowego. Inicjatywa ta nie doszła jednak wówczas do skutku w wyniku oporów ówczesnych czynników politycznych. Dopiero po przełomie październikowym 1956 r. stały się możliwe dalsze działania. 3 maja 1957 r. Sejmik Kultury miasta Bydgoszczy uchwalił apel o utworzenie Towarzystwa Przyjaciół Nauk w Bydgoszczy na wzór organizacji poznańskiej. 3 maja 1958 r. ukonstytuował się Komitet Organizacyjny Towarzystwa, a 11 stycznia 1959 r. odbyło się w Filharmonii Pomorskiej zebranie organizacyjne Bydgoskiego Towarzystwa Naukowego. Pierwsze statutowe walne zebranie BTN odbyło się 7 czerwca 1959 r. i tę datę przyjmuje się za początek jego działalności.
Zawiązanie BTN było dziełem miejscowych elit intelektualnych, działaczy kultury oraz społeczników w celu stworzenia w Bydgoszczy ośrodka naukowego. Dobrą podstawą ku temu był dokonujący się po II wojnie światowej rozwój kultury i oświaty (teatry, filharmonia, opera, środowisko muzyczne, plastyczne, szkoły średnie, Instytuty Rolnicze, pierwsze uczelnie itd.) Do działaczy, którzy przyczynili się do powstania BTN należeli m.in.: Marian Turwid, Andrzej Szwalbe, Tadeusz Esman, Henryk Dubowik, Józef Podgóreczny, Edward Szmańda, Jan Małecki, Eugeniusz Domański, Jan Chamot, Ernest Pischinger. Finansowanie Towarzystwa zapewniały dotacje Polskiej Akademii Nauk, Miejskiej Rady Narodowej oraz składki członkowskie. Podczas prac organizacyjnych zwrócono się do Towarzystwa Naukowego w Toruniu, co uzasadniały potrzeby sąsiedzkie i wspólny teren działania. W obliczu zgrzytów na tej linii (w 1958 r. rektor UMK wydał list kwestionujący potrzebę utworzenia towarzystwa naukowego w Bydgoszczy) statut BTN oparto na wzorach podobnych organizacji z Poznania, Szczecina i Płocka.
Siedziba Towarzystwa znajdowała się początkowo w użyczonych pomieszczeniach Biblioteki Miejskiej, Wyższej Szkoły Inżynierskiej przy ul. Kordeckiego, a od 1969 r. w kamienicy przy ul. Długiej 4.
W latach 60. i 70. XX w. Towarzystwo odegrało istotną rolę w przygotowaniu kadr dla potrzeb nowo powstających i rozwijających się w Bydgoszczy uczelni wyższych. Przyczyniło się także do awansu naukowego sporej grupy młodych pracowników naukowych uczelni – przede wszystkim przez stwarzanie dogodnych warunków do publikowania wartościowych rozpraw, artykułów i monografii. Specyfika rozwoju środowiska naukowego w Bydgoszczy spowodowała, że w początkowym okresie Towarzystwo było najważniejszą tego typu instytucją. Pełniło zatem istotną funkcję kulturotwórczą. Był to autentyczny ruch społeczny, który zapoczątkował rozwój lokalnego środowiska naukowego.
Pod koniec lat 60. XX w. BTN zaangażowało się aktywnie w rozwój szkolnictwa wyższego. Współuczestniczyło w powstaniu Wyższej Szkoły Nauczycielskiej (od 2005 r. Uniwersytet Kazimierza Wielkiego) oraz pomagało w rozwoju Akademii Techniczno-Rolniczej (od 2006 r. Uniwersytet Technologiczno-Przyrodniczy). Do 1975 r. ponad 50% prac doktorskich i habilitacyjnych było publikowanych w ramach działalności wydawniczej Towarzystwa. Pierwsze publikacje młodych pracowników ukazywały się z reguły na łamach wydawnictw ciągłych BTN. Ten kierunek działalności owocował wzrostem kadry naukowej Bydgoszczy oraz przyczynił się do wzrostu rangi i pozycji Towarzystwa w regionie. W 1978 r. członkami BTN było 119 doktorów, 27 doktorów habilitowanych, 15 docentów mianowanych i 8 profesorów, których awans naukowy był w dużej części zasługą Towarzystwa. Ogólna liczba członków wzrosła ze 133 w 1959 r. do 394 w 1979 r. (w tym połowa na Wydziale Nauk Humanistycznych) i odtąd utrzymywała się na zbliżonym poziomie.
W ramach misji na rzecz rozwoju społeczno-kulturowego Bydgoszczy, BTN od początku swojej działalności sprawowało patronat nad wartościowymi pracami naukowymi, których tematyka była związana z regionem. Do 1980 r. wydano około 250 publikacji o łącznym nakładzie ponad 150 tys. egzemplarzy. Dla tej działalności istotne znaczenie miały interdyscyplinarne konferencje naukowe, których dorobek był cyklicznie publikowany.
Na szczególną uwagę zasługiwały również liczne inicjatywy historyczno-kulturologiczne w ramach Regionalnej Pracowni Naukowo-Badawczej (założonej w 1963 r.) Podejmowano m.in. próby opracowania szeregu prac zbiorowych dotyczących dziejów Bydgoszczy i innych miast województwa oraz publikowano badania rozwoju infrastruktury gospodarczej i społeczno-kulturowej Bydgoszczy. Zbierano i wydawano również tomy materiałów źródłowych dla prowadzenia dalszych, szczegółowych badań.
Po okresie świetności w latach 70. XX w., kiedy BTN było jednym z najprężniej rozwijających się stowarzyszeń tego typu w kraju, nastąpił okres kryzysowy w latach 90. Towarzystwo utraciło wówczas obiekty przy ul. Jezuickiej 2 i 4, Regionalną Pracownię Naukowo-Badawczą oraz bibliotekę. W wyniku usilnych zabiegów udało się utrzymać siedzibę BTN w lokalu przy ul. Jezuickiej 4.

## Prezesi BTN
Lista prezesów Bydgoskiego Towarzystwa Naukowego w przekroju historycznym:
- 1959–1961 – prof. dr hab. Eugeniusz Domański
- 1962–1976 – prof. dr hab. med. Jan Małecki
- 1976–1980 – doc. dr hab. Henryk Bednarski
- 1980–1987 – prof. dr hab. med. Jan Domaniewski
- 1987–1990 – prof. dr hab. Edmund Trempała
- 1990–1993 – prof. dr hab. med. Roman Mazur
- 1993–1995 – prof. dr hab. Izydor Gutmański
- 1995–1998 – prof. dr hab. Jerzy Gaca(inne języki)
- 1998–2002 – prof. dr hab. Adam Sudoł
- 2002–2003 – prof. dr hab. Jerzy Gaca(inne języki)
- 2003–2010 – prof. dr hab. Henryk Zbigniew Wrembel(inne języki)
- od 2010 – prof. dr hab. inż. Marek Bieliński

Prezesi Honorowi BTN
- 1976–1982 – prof. dr hab. med. Jan Małecki
- 2011–2014 – prof. dr hab. Henryk Zbigniew Wrembel(inne języki)

## Struktura

### Wydziały
- Wydział Nauk Humanistycznych
- Wydział Nauk Przyrodniczych
- Wydział Nauk Technicznych

### Komisje
- Komisja Ekologii
- Komisja Ekologii i Ochrony Środowiska
- Komisja Filozofii
- Komisja Historii
- Komisja Językoznawstwa
- Komisja Nauk Rolniczych i Biologicznych
- Komisja Politologiczna
- Komisja Sztuki

## Działalność publiczna
BTN jest organizatorem, bądź współorganizatorem regionalnych i ogólnopolskich konferencji i seminariów naukowych, a także corocznych zebrań władz uczelni wyższych działających w regionie kujawsko-pomorskim.
Od 2002 r. Towarzystwo organizuje interdyscyplinarne Bydgoskie Kolokwium Wiedzy o Ziemi, którego celem jest integracja bydgoskiego środowiska naukowców oraz zapoznanie z najnowszymi osiągnięciami nauki z różnych dziedzin. Kolokwium objęte jest patronatem Prezydenta Bydgoszczy oraz mecenatem publicznych uczelni bydgoskich: Akademii Muzycznej im. Feliksa Nowowiejskiego, Collegium Medicum UMK im. Ludwika Rydygiera, Uniwersytetu Kazimierza Wielkiego oraz Uniwersytetu Technologiczno-Przyrodniczego im. J.J. Śniadeckich.

### Publikacje i periodyki BTN
W latach 1959–1979 wydano ponad 230 publikacji zgrupowanych w seriach:
- Źródła do Dziejów Bydgoszczy
- Prace Wydziału Nauk Humanistycznych
- Prace Wydziału Nauk Przyrodniczych
- Prace Wydziału Nauk Technicznych
- Z Dziejów Muzyki Polskiej
- Musica Antiqua
- Prace Popularnonaukowe
- Bydgostiana – wydawnictwo sprawozdawcze BTN

W 2011 r. BTN publikuje następujące periodyki:
- Ekologia i Technika – dwumiesięcznik poświęcony szeroko rozumianej problematyce ochrony środowiska
- Prace Komisji Historii – do 2010 r. wydano 21 tomów; tematyka dotyczy głównie historii Bydgoszczy i regionu kujawsko-pomorskiego
- Prace Komisji Sztuki (roczniki)
- Prace Komisji Językoznawczej – do 2010 r. wydano 20 tomów
- Prace Komisji Ekologii i Ochrony Środowiska (roczniki)
- Prace Komisji Filozofii (roczniki)
- Prace Komisji Nauk Rolniczych i Biologicznych (roczniki)
- Przegląd Bydgoski – humanistyczne czasopismo naukowe (roczniki)

Naukowcy pod szyldem BTN wydają również liczne monografie, m.in. „Historia Bydgoszczy” pod red. prof. Marcina Biskupa i setki innych publikacji książkowych.